# Peter Thiel
Peter Andreas Thiel, född 11 oktober 1967, är en tyskfödd amerikansk entreprenör, riskkapitalist, hedgefondförvaltare och samhällsdebattör. 
Thiel är frihetligt konservativ och har donerat stora summor till amerikanska högerpolitiker. 

## Biografi
Thiel grundade PayPal med Max Levchin och Elon Musk och var dess vd 2000–2002. Han var också medgrundare till Palantir, där han är ordförande. Han var den första utomstående investeraren i Facebook, han köpte 10,2 procent av aktierna 2004 för 500 000 amerikanska dollar och sitter i bolagets styrelse.
Thiel är ordförande i Clarium Capital, en global makrohedgefond med 700 miljoner dollar i tillgångar under förvaltning; partner i Founders Fund, en riskkapitalfond med 2 miljarder dollar i förvaltat kapital, medgrundare och ordförande i investeringskommitté i Mithril Capital Management; och en av grundarna och ordförande i Valar Ventures.
I syfte att stänga ned den amerikanska nyhetssajten Gawker, eftersom denna avslöjat att Thiel var gay, finansierade han i hemlighet Hulk Hogans stämning av Gawker. Stämningen ledde så småningom till att Gawker gick i konkurs, och resulterade även i att grundaren Nick Denton försattes i personlig konkurs.
Han bor i San Francisco. Tidningen Forbes uppskattade 2024 hans förmögenhet till 7,9 miljarder dollar.

## Politiska åsikter
Thiel är frihetligt konservativ och har donerat stora summor till amerikanska högerpolitiker och kampanjer, bland andra Donald Trump. Han är medlem i republikanska partiet. 
Thiel mötte J.D. Vance 2011, och har beskrivits som Vances mentor.
I en essä från 2009 skrev Thiel att ”Det viktigaste är att jag inte längre tror att frihet och demokrati är förenliga.” Essän har refererats av Curtis Yarvin och Nick Land, från den neoreaktionära rörelsen.
1995 gav Thiel och David O. Sacks ut boken The Diversity Myth som kritiserade politisk korrekthet och mångkultur i högre utbildning, och året därpå hävdade de att positiv särbehandling i USA förvärrat utanförskap och ökat segregationen vid Stanford.